# Lunes de Quasimodo

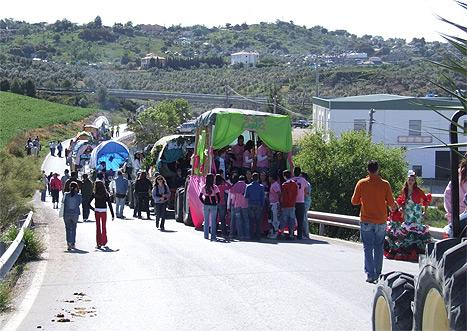
Romería de Olvera

El Lunes de Quasimodo es una romería que se celebra el segundo lunes después del Domingo de Resurrección en la localidad gaditana de Olvera; en la cual los olvereños se reúnen en los alrededores de la ermita de Nuestra Señora de los Remedios, para dar gracias por las lluvias que pusieron fin a una prolongada y terrible sequía en 1715.
Su origen corresponde al mes de abril de 1715, ese año el pueblo padecía una terrible sequía que tuvo consecuencias nefastas para la agricultura y la ganadería. Por este motivo y a petición popular el Cabildo se reunió el día 8 de abril para tratar el asunto y traer la Virgen al pueblo en procesión para rogarle y pedirle por la lluvia. La Virgen estuvo varios días en Olvera. El día 15 de abril al regreso de la Virgen a la ermita y según la tradición llovió ese día y, posteriormente, desde ese año se produce una masiva peregrinación de Olvera a la ermita para dar gracias a la Virgen por aquellas lluvias y pasar el día en sus alrededores.
En este día se degustan varios de los productos típicos de la localidad como las tortas del lunes o los hornazos. Está declarada de interés turístico nacional de Andalucía.

## Torta del lunes de Quasimodo

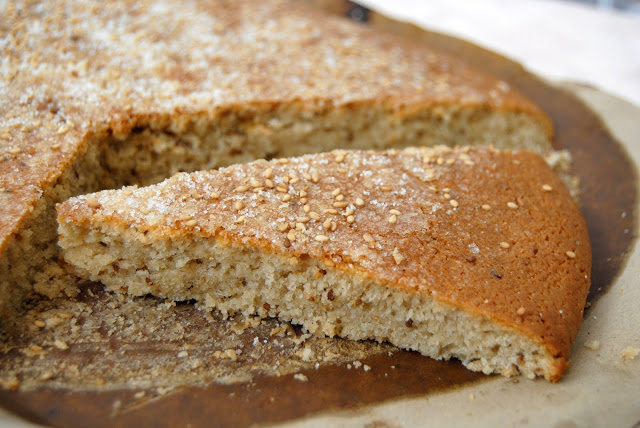
Torta del lunes de Quasimodo en Olvera

La Torta del lunes de Quasimodo es un producto de repostería y bollería típico de la localidad gaditana de Olvera. Esta torta se emplea como base para sostener el huevo del hornazo que se elabora el lunes de Quasimodo.
Tradicionalmente esta torta era de fabricación casera y se consumía el lunes de Quasimodo durante la romería que tiene lugar todos los años junto a la ermita de Nuestra Señora de los Remedios el segundo lunes después del Domingo de Resurrección.
Actualmente se elabora industrialmente, es consumida durante todo el año y constituye un atractivo gastronómico para los visitantes de Olvera.